# Sari Nybäck
Pour les articles homonymes, voir Nybäck.
Sari Nybäck est une karatéka finlandaise surtout connue pour avoir remporté une médaille de bronze en kumite individuel féminin moins de 60 kilos aux championnats du monde de karaté 1984 à Maastricht, aux Pays-Bas.

## Résultats
| Résultat           | Date            | Épreuve                   | Catégorie | Compétition                | Ville hôte               |
| ------------------ | --------------- | ------------------------- | --------- | -------------------------- | ------------------------ |
| Médaille de bronze | 1984            | Kumite individuel - 60 kg | Seniors   | Championnats du monde 1984 | Maastricht, aux Pays-Bas |
| Médaille de bronze | 22 juillet 1993 | Kumite individuel - 60 kg | Seniors   | Jeux mondiaux 1993         | La Haye, aux Pays-Bas    |